# Cum Sancta Mater
Cum Sancta Mater è una enciclica di papa Pio IX, pubblicata il 27 aprile 1859. Mentre l'Austria dichiara guerra al Piemonte (assistito dalla Francia di Napoleone III in forza degli Accordi di Plombières), il Papa ricorda le parole di pace che Gesù ripeté tante volte ai suoi Apostoli, ed invita i fedeli a pregare affinché i conflitti siano scongiurati; a chi reciterà la preghiera della pace nella forma stabilita concede particolari indulgenze.